# WiDi

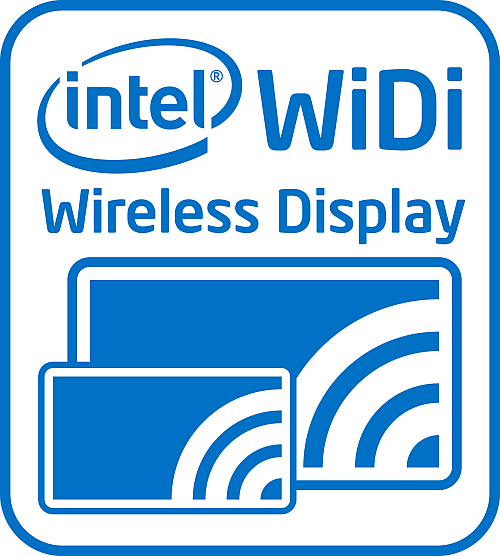
Логотип Intel WiDi

Intel Wireless Display, более известен как WiDi, беспроводная передача контента с мобильного устройства (ноутбук, ультрабук, планшет) на телевизор (Smart TV), разработанная компанией Intel. Технология базируется на стандарте Wi-Fi. Позволяет воспроизводить 4K UHD-видео и 5.1 объёмный звук на совместимых мониторах.
Intel Wireless Display версии 3.5 дополнительно поддерживает Miracast.